# フラノラクトン

サルビノリンAの構造

フラノラクトン(Furanolactone)は、ラクトン環とフラン環の両方を持つ複素環式化合物である。
以下のような種類の化合物がある。
- サルビノリン[1] - 幻覚剤サルビノリンAを含む。
- コルンビン -  Calumbae Radixに由来する苦いジテルペノイド[2][3]
- リモノイド - リモニン、ノミリン、ノミリン酸等